# عداد ذكي

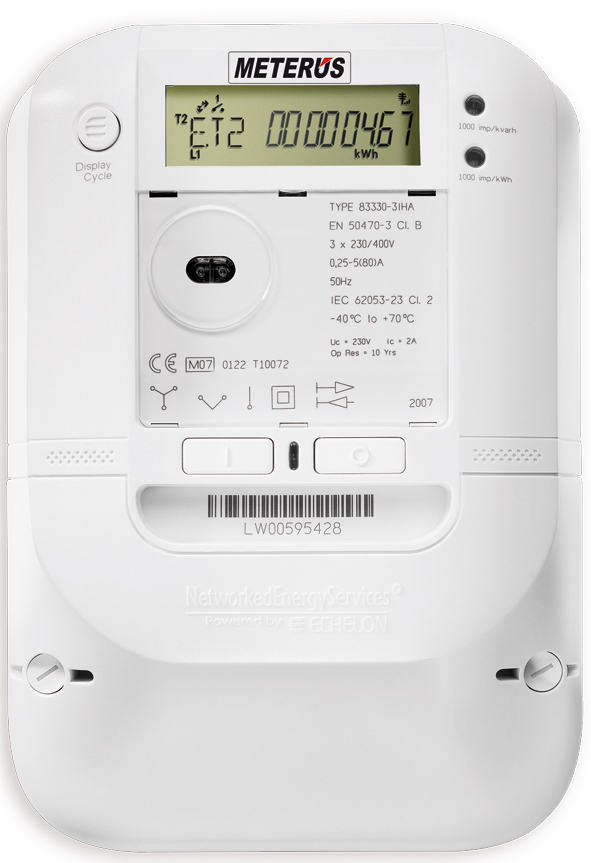
مثال عن عداد ذكي بإمكانه فصل ووصل الكهرباء عن بعد، بالاضافة لقابليته لاستقبال ونقل قراءات من عدادي الغاز والماء أيضًا.

العداد الذكي (بالإنجليزية: Smart meter)‏ يشير غالبًا إلى عداد كهربائي يقوم بقياس استهلاك الكهرباء بتكرارية زمنية معينة (كل ساعة أو كل نصف ساعة)، ويحفظ العداد هذه القياسات على ذاكرة مدمجة مع العداد ومن ثم يرسلها إلى شركة الكهرباء على الأقل مرة واحدة في اليوم مما يفيد بتحديد أدق لاستهلاك المستخدم للكهرباء وأيضا يفيد بمراقبة نمط الاستهلاك.
ميزة هذه العدادات أنها ترسل وتستقبل المعلومات (والأوامر) من وإلى المركز الرئيسي (شركة الكهرباء). وتبرز أهمية هذه العدادات في استخدامها كجزء من متطلبات الشبكة الذكية. فخلافًا للعدادات التقليدية توفر هذه العدادات تفصيلاً دقيقا لأوقات استهلاك الكهرباء من قبل المستخدم، كما وتنبه الشركة المزودة للكهرباء في حال وجود خلل ما عند المستهلك، وتمكن الشركة من قطع الكهرباء عن المستخدم عن بعد إذا أرادت، وأيضا تمكّنها من التعرف على وجود سحب غير مشروع للكهرباء من قبل المستخدم.